# Ligne 98 (Infrabel)
Pour les articles homonymes, voir Ligne 98.
La ligne 98 était une ligne de chemin de fer belge reliant Mons (Cuesmes) à Quiévrain.

## Historique
La ligne 98 traversait le Borinage de Mons à Quiévrain, en desservant les nombreux charbonnages de ce bassin houiller.
Le 1er juin 1868 un premier tronçon de la ligne, Mons – Wasmes en passant par Cuesmes – Flénu – Pâturages est ouvert au trafic ferroviaire.  En 1874 à Wasmes, un remblai barre la vallée de l’Elwasmes la ligne peut être prolongée jusqu'à Quiévrain.

## Aménagements actuels
Un RAVeL réutilise l'assiette de la ligne entre Cuesmes et Quiévrain (avec une interruption entre Hornu et Wasmuël).
Des éoliennes ont été installées au bord de l'ancienne ligne à hauteur de Dour/Quiévrain.